# گوبیسلاو
گوبیسلاو (به بلغاری: Goubislav) یک منطقهٔ مسکونی در بلغارستان است که در استان صوفیه واقع شده‌است.